# Shúmerlia
Shúmerlia (en ruso: Шу́мерля) es una ciudad ubicada en el centro-oeste de Chuvasia, Rusia, a la orilla del río Sura —afluente del Volga—, que la separa del óblast de Nizhni Nóvgorod. En el año 2010 tenía una población de unos 32 000 habitantes.

## Historia

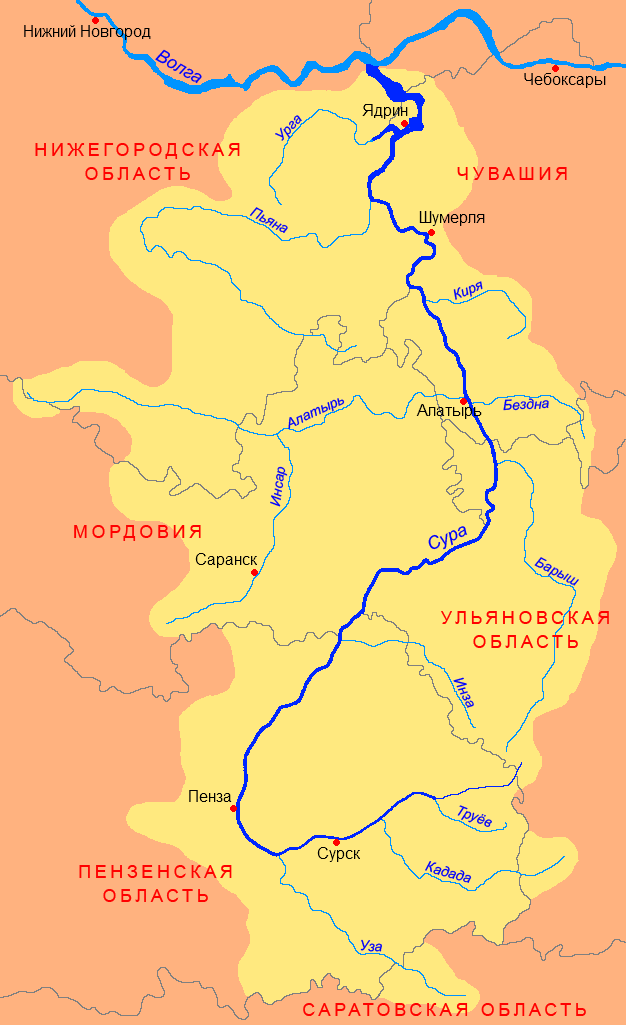
Mapa en ruso del río Sura (Сура́) —afluente del Volga— en el que aparece Shúmerlia (Шу́мерля)

Se fundó en 1916 y obtuvo el estatus de ciudad en 1937.